# Kamionka (Chodzież)
Pour les articles homonymes, voir Kamionka.
Kamionka (prononciation : [kaˈmjɔnka]) est un village polonais de la gmina de Chodzież dans le powiat de Chodzież de la voïvodie de Grande-Pologne dans le centre-ouest de la Pologne.
Il se situe à environ 5 kilomètres au nord-ouest de Chodzież (siège de la gmina et du powiat) et à 69 kilomètres au nord de Poznań (capitale de la Grande-Pologne).
Le village possédait une population de 64 habitants en 2006.

## Histoire
De 1975 à 1998, le village faisait partie du territoire de la voïvodie de Piła.

Depuis 1999, Kamionka est situé dans la voïvodie de Grande-Pologne.